# 플레이스테이션 TV
플레이스테이션 TV(영어: PlayStation TV, PS TV, 일본 및 일부 아시아 지역에서의 다른 이름: 플레이스테이션 비타 TV/PlayStation Vita TV, PS 비타 TV/PS Vita TV)는 마이크로콘솔이자 휴대 형태가 아닌 플레이스테이션 비타 휴대용 게임기이다. 2013년 11월 14일 일본에서, 2014년 10월 14일 북아메리카에서, 2014년 11월 14일 유럽과 오스트레일라아에서 출시되었다.
듀얼쇼크 3 또는 듀얼쇼크 4 컨트롤러를 이용하여 제어되는 이 PS TV는 수많은 플레이스테이션 비타 게임들과 애플리케이션을 즐길 수 있으며 물리적 카트리지로 이용하거나, 아니면 플레이스테이션 스토어를 통한 다운로드를 통해 이용할 수 있다. 그러나 모든 콘텐츠가 이 기기와 호환되는 것은 아닌데, 자이로스코프와 마이크 등 PS 비타의 특정 기능들이 PS TV에서는 이용이 불가능하기 때문이다. 그럼에도 불구하고 PS TV는 PS3와 PS4 컨트롤러를 사용하여 비타의 전면 및 후면 터치패드용 터치 입력을 에뮬레이트할 수 있다.
일본에서 플레이스테이션 TV라는 이름은 2006년부터 2014년까지 플레이스테이션 3 리테일 키오스크에 부여된 이름이었으며 PS3 유닛, LCD 모니터, 그리고 수많은 컨트롤러로 구성되었다.